# Hemerotrecha proxima
Hemerotrecha proxima är en spindeldjursart som beskrevs av Muma 1963. Hemerotrecha proxima ingår i släktet Hemerotrecha och familjen Eremobatidae. Inga underarter finns listade i Catalogue of Life.